# Provincia de Cagliari
La provincia de Cagliari o Cáller (en italiano Provincia di Cagliari, en sardo: Provìntzia de Casteddu) fue una provincia de la región de Cerdeña, en Italia. Su capital era la ciudad de Cagliari.
Poseía un área de 4569 km² y una población total de 543.310 hab. (2001). Había 71 municipios en la provincia (fuente: ISTAT, véase este enlace). 
Conforme a la Ley Regional 2/2016 de la región de Cerdeña, el 4 de febrero de 2016 la provincia fue divida en dos provincias, Cagliari y otros 16 municipios crearon la ciudad metropolitana de Cagliari. Los otros 54 municipios y los municipios de las provincias de Carbonia-Iglesias y Medio Campidano crearon la provincia de Cerdeña del Sur.

## Mayores municipios
(Datos del censo de 2001)
- Cagliari (164.249)
- Quartu Sant'Elena (68.040)
- Selargius (27.440)
- Assemini (23.973)
- Capoterra (21.391)
- Monserrato (20.829)
- Sinnai (15.235)
- Sestu (15.233)
- Quartucciu (10.766)